# Шнапс

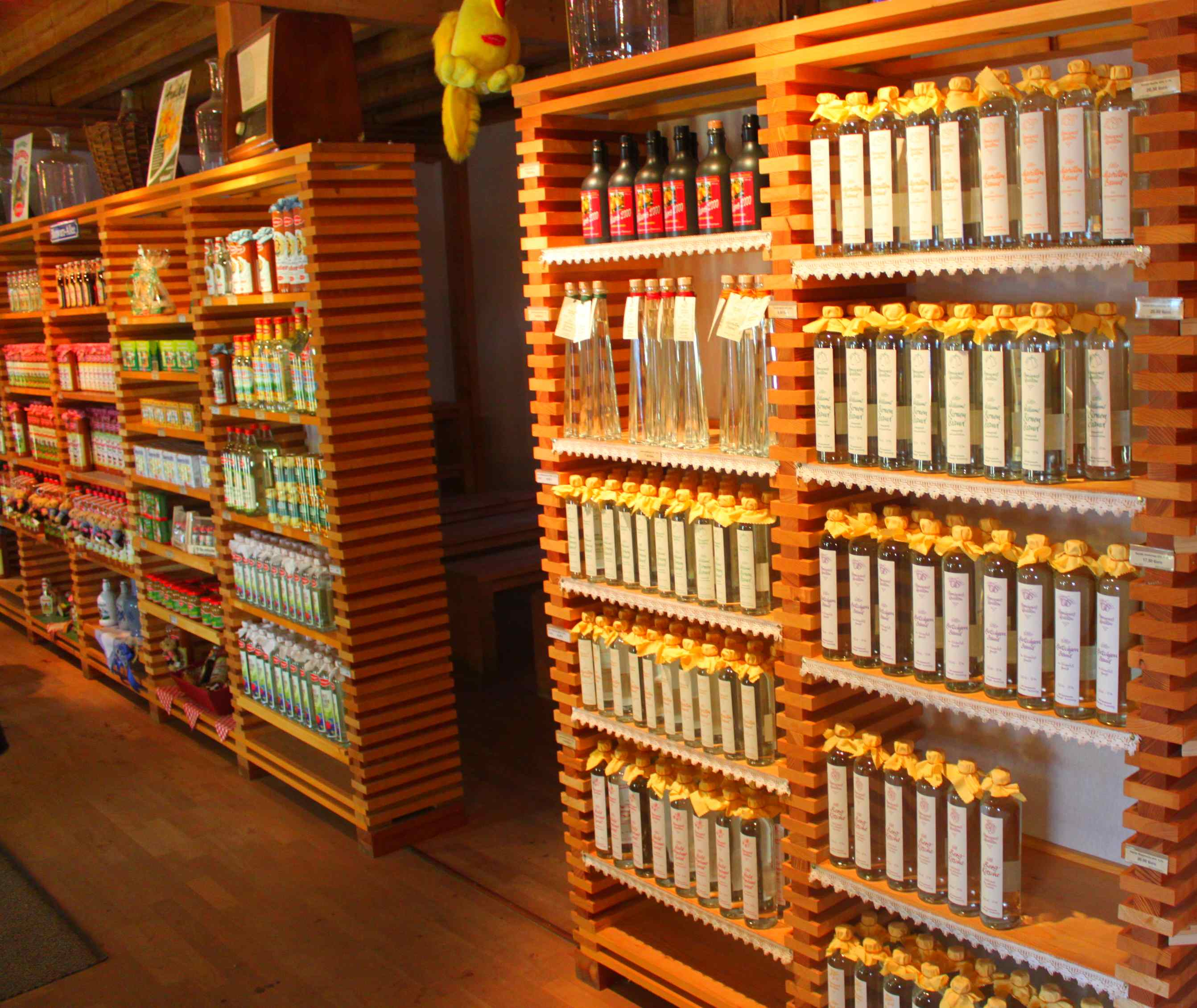
Музей шнапса в Шпигелау, Германия

Шнапс (нем. Schnaps) — обобщающее название крепких дистиллированных алкогольных напитков, обычно прозрачных, без выдержки. Термин шнапс относится обычно к различным чистым (без добавок) дистиллятам, полученным путём перегонки браги из зерна, фруктов, ягод. Первоначально шнапс изготавливался из картофеля методом перегонки картофельной браги.
Объёмное содержание этилового спирта в шнапсе — около 40 %.
Шнапсами являются некоторые бренди, например, киршвассер.

## Производство
Основным центром производства этого напитка для рынка являются Германия и Австрия. Также этот крепкий алкоголь популярен в странах Скандинавии и Швейцарии.

### Американский шнапс
Американский недорогой сильно подслащенный ликёр производится в Америке путём смешивания нейтрального зернового спирта с фруктовым сиропом, специями или другими ароматизаторами. Называемые «шнапсом», они разливаются по бутылкам с содержанием алкоголя обычно от 15 % до 20 % об., хотя некоторые могут быть намного выше. Популярность шнапса, особенно персикового и мятного, резко возросла в Америке в 1980-х годах.